# George Frisbie Hoar

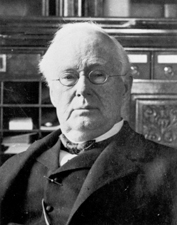
George Frisbie Hoar

George Frisbie Hoar (* 29. August 1826 in Concord, Massachusetts; † 30. September 1904 in Worcester, Massachusetts) war ein US-amerikanischer Politiker der Republikanischen Partei, der den Bundesstaat Massachusetts in beiden Kammern des Kongresses vertrat.

## Familie und Abstammung
Hoar entstammt einer prominenten Großfamilie, die im 18. und 19. Jahrhundert wegen ihrer politisch aktiven Familienmitglieder Bekanntheit erlangte. Sein Vater Samuel Hoar war ein bekannter Rechtsanwalt und gehörte sowohl dem Senat als auch dem Repräsentantenhaus von Massachusetts an. Sein Bruder Ebenezer war Richter am Massachusetts Supreme Judicial Court, United States Attorney General unter Ulysses S. Grant und Kandidat für einen Richterposten am United States Supreme Court. Sein Cousin 1. Grades, Roger Sherman Baldwin, war Gouverneur von Connecticut und US-Senator.

## Leben
Grant studierte bis 1846 an der Harvard University, wechselte dann zur Harvard Law School und ließ sich in Worcester nieder, wo er als Rechtsanwalt praktizierte, bevor er in die Politik wechselte. Ursprünglich ein Mitglied der Free Soil Party, wechselte er kurz nach deren Gründung zur Republikanischen Partei und wurde 1852 in das Repräsentantenhaus von Massachusetts, später ebendort in den Senat gewählt.
Im Jahr 1865 wurde Hoar zu einem der Mitbegründer des Worcester Polytechnic Institute. Er vertrat von 1869 bis 1877 zunächst den achten und später den neunten Wahlbezirk von Massachusetts im US-Repräsentantenhaus. 1876 gehörte er zu den Abgeordneten, die mit der Vorbereitung eines Impeachment gegen Kriegsminister William W. Belknap betraut waren. Im Jahr darauf war er Mitglied der Electoral Commission, die über den umstrittenen Ausgang der Präsidentschaftswahl von 1876 zu befinden hatte.
Am 4. März 1877 wechselte Hoar innerhalb des Kongresses in den Senat, wo er die Nachfolge des nicht mehr kandidierenden George S. Boutwell antrat. Nach vier Wiederwahlen konnte er bis zu seinem Tod im September 1904 dort verbleiben. Während dieser Zeit führte er unter anderem zweimal den Vorsitz im Justizausschuss. 1901 wurde Hoar in die American Academy of Arts and Sciences gewählt.